# The Right to Go Insane
«The Right to go Insane» es el segundo sencillo del álbum Endgame del grupo de thrash metal Megadeth. La canción fue escrita por Mustaine. La canción llegó a la posición 34 en el chart Mainstream Rock Tracks siendo la primera en 5 años.

## Video
El vídeo está basado en los eventos ocurridos el 17 de mayo de 1995 cuando Shawn Timothy Nelson, un veterano del ejército y fontanero en paro, robó un tanque M60 Patton de la armería de la Guardia Nacional de los EE. UU. en San Diego, California y comenzó a arrasarlo todo; destruyendo coches, bocas de incendio y un vehículo recreativo antes de ser abatido a tiros por la policía. 
En el clip se puede ver al líder del grupo Dave Mustaine introduciéndose en un complejo militar y robando un tanque con el que se dedica a arrasar las calles. Además las imágenes se mezclan con videos reales de aquel día.

## Posicionamiento
| Año  | Sencillo                 | Listas                 | Posición |
| ---- | ------------------------ | ---------------------- | -------- |
| 2010 | "The Right to Go Insane" | Mainstream Rock Tracks | 34       |

## Personal
- Dave Mustaine - voz, Guitarra líder
- Chris Broderick - Guitarra líder
- James LoMenzo - bajo, coros
- Shawn Drover - batería

- Datos: Q2563550